# Красовка (Мордовия)
Красовка — деревня в Зубово-Полянском районе Мордовии России. Входит в состав Зарубкинского сельского поселения.

## История
Основана в начале XX века переселенцами из сел Зарубкино и Каргал. В 1931 году состояла из 53 дворов и входила в состав Каргальского сельсовета.

## Население
| 2002 | 2010 |
| ---- | ---- |
| 16   | ↘6   |

Национальный состав
Согласно результатам Всероссийской переписи населения 2002 года, в национальной структуре населения мордва-мокша составляли 100 %.